# Liste der Justizvollzugsanstalten in Berlin
Die Liste der Justizvollzugsanstalten in Berlin führt bestehende und ehemalige Justizvollzugsanstalten im Land Berlin auf.

## Justizvollzugsanstalten
| Justizvollzugsanstalt                              | Ort                                                                      | Inbetriebnahme | Belegungsfähigkeit | Bemerkungen | Bild |
| -------------------------------------------------- | ------------------------------------------------------------------------ | -------------- | ------------------ | --- | ---- |
| Justizvollzugsanstalt Tegel                        | Berlin-Tegel                                                             | 1898           | 938                | Die Justizvollzugsanstalt Tegel im gleichnamigen Ortsteil des Berliner Bezirks Reinickendorf ist die größte geschlossene und zugleich eine der ältesten Justizvollzugsanstalten Deutschlands. Seit 1898 sitzen dort verurteilte männliche erwachsene Strafgefangene ihre Freiheitsstrafen ab. |      |
| Justizvollzugsanstalt Moabit                       | Berlin-Moabit                                                            | 1881           | 946                | Die Justizvollzugsanstalt Moabit (JVA Moabit) wurde als das Königliche Untersuchungsgefängnis im Stadtteil Moabit in den Jahren 1877–1881 errichtet und steht heute unter Denkmalschutz. Sie ist heute die Untersuchungshaftanstalt in Berlin. |      |
| Justizvollzugsanstalt Plötzensee                   | Berlin-Plötzensee                                                        | 1868–1879      | 560                | Die Justizvollzugsanstalt Plötzensee (im Berliner Volksmund als Plötze bekannt) dient seit 1998 dem geschlossenen und offenen Strafvollzug für Männer. Seit dem 1. Januar 2013 bilden die JVA Plötzensee, die JVA Charlottenburg und das Justizvollzugskrankenhaus Berlin eine gemeinsame Behörde namens „Justizvollzugsanstalt Plötzensee“. Sie befindet sich teilweise auf dem Gelände des preußischen Strafgefängnisses Plötzensee.                                   |      |
| Jugendstrafanstalt Berlin                          | Berlin-Plötzensee                                                        | 1987           | 432                | In der Jugendstrafanstalt Berlin gibt es verschiedene Betreuungsbereiche. Sie unterscheiden sich im Wesentlichen durch die Haftdauer und die Haftart. Weitere Differenzierungen erfolgen bei den pädagogischen und therapeutischen Konzepten sowie bei der Klientel und deren Problematiken. |      |
| Justizvollzugsanstalt für Frauen Berlin            | Berlin-Lichtenberg, Berlin-Neukölln, Berlin-Reinickendorf, Berlin-Pankow | 1860           | 254                | Behandlung in der JVA für Frauen Berlin verfolgt einen ganzheitlichen Ansatz. Hierfür ist ein multiprofessionelles Team aus vollzugseigenem Fachpersonal, wie auch externen Kooperationspartnern im Einsatz. Geschlossener Vollzug in Berlin-Lichtenberg (Alfredstraße 11) zusammen mit der Teilanstalt in Berlin-Pankow (Arkonastraße 56). Anstalten für den offenen Vollzug in Berlin-Reinickendorf (Ollenhauerstraße 128) und Berlin-Neukölln (Neuwedeller Straße 4). |      |
| Jugendarrestanstalt Berlin-Brandenburg             | Berlin-Lichtenrade                                                       | 2016           | 31                 | Die Jugendarrestanstalt Berlin-Brandenburg ist für die Vollstreckung von Arrest an weiblichen und männlichen Jugendlichen und Heranwachsenden der Länder Berlin und Brandenburg zuständig. Der Jugendarrest ist eine Erziehungsmaßnahme nach dem Jugendgerichtsgesetz (JGG) und dient der Sanktionierung straffällig gewordener Jugendlicher und Heranwachsender durch kurzfristigen Freiheitsentzug.                                                                    |      |
| Justizvollzugsanstalt des offenen Vollzuges Berlin | Berlin-Hakenfelde, Berlin-Falkenhagener Feld,                            | 2010           | 908                | gebildet aus den ehemaligen Einrichtungen Justizvollzugsanstalt Hakenfelde, Justizvollzugsanstalt Düppel, Justizvollzugsanstalt Heiligensee und der Teilanstalt Kisselnallee. Im Rahmen der Beschäftigung betreibt die Teilanstalt Robert-von-Ostertag-Straße eine eigene Gärtnerei. Zur Feststellung der schulischen, beruflichen und sozialen Kompetenzen der Inhaftierten wird ein zentrales Kompetenzfeststellungsverfahren (KFV) durchgeführt.                      |      |
| Justizvollzugsanstalt Heidering                    | Großbeeren                                                               | 2013           | 647                | Die 647 Haftplätze verteilen sich auf die baugleichen Teilanstalten 1, 2 und 3. Eine Teilanstalt hat drei Ebenen mit jeweils vier Wohneinheiten. Auf jeder Wohneinheit befinden sich 18 Hafträume (Ausnahme: Eine Wohneinheit mit 17 Hafträumen). Dazu gehören pro Teilanstalt ein behindertengerechter Haftraum und ein Begegnungshaftraum bestehend aus zwei mit einer Tür verbundenen Einzelhafträumen zur Krisenprophylaxe.                                          |      |

### Ehemalig selbstständige Standorte und ehemalige Standorte
| Justizvollzugsanstalt                | Ort                         | Inbetriebnahme | Schließung | Bemerkungen | Bild |
| ------------------------------------ | --------------------------- | -------------- | ---------- | --- | ---- |
| Frauengefängnis Barnimstraße         | Königsstadt                 | 1864           | 1974       | |      |
| Strafgericht Charlottenburg          | Berlin-Charlottenburg       |                |            | |      |
| Justizvollzugsanstalt Hakenfelde     |                             |                |            | Heute „Standort Niederneuendorfer Allee“ der „Justizvollzugsanstalt des Offenen Vollzuges Berlin“. |      |
| Justizvollzugsanstalt Düppel         | Berlin-Düppel               |                |            | |      |
| Justizvollzugsanstalt Heiligensee    | Berlin-Heiligensee          |                |            | |      |
| Gedenkstätte Berlin-Hohenschönhausen | Berlin-Alt-Hohenschönhausen |                |            | |      |
| Frauengefängnis Lehrter Straße       | Berlin-Moabit               |                |            | Heute Teil der JVA Plötzensee |      |
| SA-Gefängnis Papestraße              | Berlin-Tempelhof            |                |            | |      |
| Zellengefängnis Lehrter Straße       | Berlin-Moabit               | 1849           | 1957       | Das Zellengefängnis Lehrter Straße (auch Untersuchungshaftanstalt Lehrter Straße benannt) war ein Gefängnis an der Lehrter Straße 1–5 im heutigen Ortsteil Moabit des Bezirks Mitte von Berlin. Der Bau wurde in den 1840er Jahren unter Friedrich Wilhelm IV. als „Preußisches Mustergefängnis Moabit“ errichtet und galt damals als besonders modernes Gefängnis, weil die Gefangenen in Einzelzellen an Stelle der bis dahin üblichen Gemeinschaftszellen untergebracht wurden. In den Jahren 1957/1958 wurde das Zellengefängnis Lehrter Straße abgerissen. |      |
| Amtsgerichtsgefängnis Neukölln       | Berlin-Neukölln             | 1942           | 1977       | Diente von 1942–1945 und 1947–1977 als Jugendarrestanstalt, von den Berlinern „Café Schönstedt“ genannt. |      |
| Gefängnis Rummelsburg                | Berlin-Rummelsburg          | 1877           | 1990       | |      |
| Kriegsverbrechergefängnis Spandau    | Berlin-Wilhelmstadt         | 1878–189       | 1987       | Das Kriegsverbrechergefängnis Spandau war ein im Bezirk Spandau gelegenes Gefängnis, in dem von 1946 bis 1987 die Verurteilten im Nürnberger Prozess gegen die Hauptkriegsverbrecher des Zweiten Weltkriegs ihre Haftstrafen verbüßten. Nach dem Tod des letzten Häftlings, Rudolf Heß, wurde es 1987 abgerissen. |      |